# Língua crioula das Ilhas Virgens
A língua crioula das Ilhas Virgens ou crioulo inglês das Ilhas Virgens, é uma língua crioula com base no inglês falada nas Ilhas Virgens e nas vizinhas ilhas dos Países Baixos Caribenhos de Saba e Santo Eustáquio, onde tem sido conhecido como crioulo inglês das Antilhas Neerlandesas.
A denominação "crioulo das Ilhas Virgens" é empregada na terminologia oficial, pelos estudiosos e acadêmicos, mas raramente é usada na linguagem corrente. Em geral a língua é referida como "dialeto", inclusive pela população local, que a considera como uma variedade dialetal do inglês e não como uma língua crioula inglesa. No entanto, a pesquisa sócio-histórica e linguística sugere tratar-se, de fato, de uma língua crioula de base inglesa.

## Variedades
Hoje, o crioulo é língua nativa das Ilhas Virgens (britânicas e estadunidenses) e nas vizinhas ilhas SSS de Saba e Santo Eustáquio). Apesar de não ser chamado pelo mesmo nome, as variedades das Ilhas Virgens e SSS são consideradas pelos linguistas como o mesmo crioulo.
Há pequenas variações de ilha para ilha. O crioulo falado em Santa Cruz é o mais distinto, compartilhando muitas semelhanças com as línguas crioulas de Belize e do Panamá. Isso é, talvez, devido à migração de Santa Cruz para o Panamá durante a construção do Canal do Panamá. O crioulo das ilhas SSS é um pouco mais parecido com o das Ilhas Virgens Britânicas do que o das Ilhas Virgens Estadunidenses. O crioulo de São Tomás e  São João compartilha similaridades tanto com a variante de Santa Cruz como com a variante das Ilhas Virgens Britânicas.